# 홍승주 (청나라)
홍승주(洪承疇, 1593–1665)는  자(字)는 언연(彥演), 호(號)는 형구(亨九)이다. 명(明)과 청(淸) 두 왕조에서 모두 관료를 역임하였다. 복건성(福建省) 남안현(南安縣) 영도(英都)(오늘날 영도진英都鎭 양산촌良山村)에서 태어났다. 만력(萬曆) 44년(1616) 진사(進士)가 되었고, 명의 관료가 되어 섬서삼변총독(陝西三邊總督)에까지 올랐다. 숭정(崇禎) 연간(1627–1644)에는 병부상서(兵部尙書)와 계료총독(薊遼總督)이 되었다. 숭정 16년(1642), 송금 전투(松錦戰鬪)에서의 패배 이후에 청(淸)에 항복하였고, 한인 학자이자 정치인으로서 청에 복무하였다. 재직 중에는 만주 통치자들에게 한인 문화를 채용하고 청조에 명의 영역에 대한 통치 강화 방식을 조언하였다. 도르곤(多爾袞, Dorgon)과 범문정(范文程)을 제외하고, 홍승주는 청초 가장 영향력 있는 정치인으로 평가받는다. 동시에 홍승주는 청에 귀순하고 남명(南明)에 압박을 가한 이유로 한인들 사이에서는 악인으로 꼽히기도 하였다.

## 생애

### 명에서의 관료 시절
홍승주는 1620년대 반란 원정군 지휘관으로서 명조에서의 관료 생활을 시작하였다. 원숭환(袁崇煥), 서광계(徐光啓), 손원화(孫元化) 등의 장수들처럼 홍승주 역시 주도적인 군사 전략가이자 유럽식 대포의 채용을 지지한 인물이었다. 섬서삼변총독(陝西三邊總督)에 올라서 이자성(李自成)의 반군을 공격하는 책임을 맡았다. 숭정 12년(1638), 홍승주는 동관남원 전투(潼關南原之戰)에서 이자성 군대를 무찔렀다. 이자성은 18명의 병력만 이끌고 간신히 탈출하였다. 이후 홍승주는 북변으로 배치되어 청의 침공을 방어하였다.

### 산해관 전투
청(淸)의 군대가 명의 영역에 침공하면서, 내몽골(內蒙古)의 사막을 통과하는 우회 침공로를 따라 보급을 수행하는 것은 청의 명 정벌 수행을 유지하는데 있어 큰 어려움을 가져다 주었다. 청이 사막 침공로를 택하였던 것은 발해만(渤海灣) 연안을 따라 위치한 산해관(山海關), 영원(寧遠), 금주(錦州)를 우회하기 위해서였다.
따라서 청 황제 홍타이지(皇太極, Hong Taiji)에게 있어 산해관을 통과하는 길은 최선의 침공로였고 이를 위해 명의 요새들을 격파하여야 했다. 그 첫 번째 대상은 바로 금주였다. 요충지를 방어하기 위하여 명은 홍승주에게 13만 명의 군대를 이끌고 청군의 금주 포위를 저지하도록 하였다. 그러나 불행하게도 크고 작은 접전 끝에 청군은 명군을 격파하였다. 우선 청 기병은 후방에서 명의 곡창을 약탈하였고, 명군이 식량 부족으로 후퇴할 때에 홍타이지는 명군의 퇴로를 따라 매복군을 배치하여 야간에 퇴각하는 명군을 살육하였다.
숭정 16년(1642), 송금 전투에서 생포된 홍승주는 청에 항복하였다. 항복에 앞서 홍승주는 계료총독(薊遼總督)을 역임하고 있었다. 그는 금주성에서 포위를 당하였던 명의 장수 조대수(祖大壽)를 지원하려고 시도하였다. 홍승주는 양황기(鑲黃旗)에 소속되었다. 한편 명 조정에는 홍승주의 사망이라는 오보가 전달되었고, 숭정제(崇禎帝)는 사당을 세워 그를 기리도록 지시했다.
원숭환의 처형과 경중명(耿仲明)·상가희(尙可喜)의 항복(그로 인한 손원화의 처형)과 함께, 홍승주의 항복은 당시 명군에게 있어 삼대 재앙이었다.

### 청에서의 복무
청으로의 항복 이후 홍승주는 청군이 북경(北京) 점거 직후에 곧바로 관료가 되었다. 청 순치(順治) 2년(1645), 홍승주는 초무강남대학사(招撫江南大學士)에 임명되어 남경(南京)에 파견되었다. 임무는 보급품 운송이었지만 실제로 홍승주는 남명(南明)의 관료들을 압박하였다.
홍승주는 몇 차례 남명 세력과의 내통으로 탄핵되기도 하였다. 순치 8년(1651) 그는 자신의 모친을 고향 복건으로 돌려 보낸 죄로 태형에 처해졌고, 다음해인 순치 9년(1652)에는 모친상을 위하여 복건으로 돌아가려 했지만 허가되지 않았다. 홍승주는 호광·광동·광서·운남·귀주등처경략총독(湖廣·廣東·廣西·雲南·貴州等處經略總督)으로 임명되었지만 실제로는 청군에 보급품을 지원하는 것이 그의 임무였다.
순치 16년(1659), 버마(Burma)로 도주한 남명 황제 영력제(永曆帝)를 운남에서 생포하여 전쟁의 공세를 지체한 이후, 홍승주는 북경으로 소환되었다. 한때 홍승주의 장교이자 영원성의 지휘관이었던 오삼계(吳三桂)는 홍승주를 대신하여 남명 공세를 이어갔다.
순치 18년(1661) 정월, 순치제(順治帝)가 사망하였고, 아들 현엽(玄曄)이 제위에 올랐으니 이가 바로 강희제(康熙帝)였다. 당시 69세의 나이였음에도 홍승주는 대학사(大學士) 자리에 그대로 있었다. 같은해 5월 걸휴(乞休)의 상소를 올려 귀향을 요청하였다. 조정에서 여러 논쟁 끝에 홍승주는 한족 제도에서 경거도위(輕車都尉)에 해당하는 3등아다하하판(三等阿達哈哈番) 세습작위를 받았다. 남명 세력을 연민했다는 혐의로 인하여 일부 대신들에게 불신을 사게 되었고, 이 때문에 홍승주는 지위에 비하여 미미한 세습 작위를 받았던 것으로 보인다.
팔기(八旗)에 편성된 지 8년 후에 그는 만주 양황기로 예속되었다. 고령과 시력 상실로 홍승주는 사직 및 귀향을 허가 받았고, 귀향 직후 강희 4년(1665) 홍승주는 고향 복건 남안(南安)에서 자연사하였다. 그러나 그의 무덤 위치는 현재 알려지지 않고 있다.

## 같이 보기
- 산해관 전투
- 송금 전투
- 조대수
- 홍타이지

## 참고문헌
1. ↑  오늘날 산동성, 하북성,  천진 일대 지휘관
2. ↑  Hummel, Arthur W. Sr., 편집. (1943). 〈Hung Ch'êng-ch'ou〉. 《ECCP》. 미국 정부 인쇄국.
3. ↑  Hummel, Arthur W. Sr., 편집. (1943). 〈Šurhaci〉. 《ECCP》. 미국 정부 인쇄국.
4. ↑  WAKEMAN JR. 1986, p. 926.

- Zhao, Erxun et al. Draft History of Qing, Volume 237.
- The Life and Career of Hung Ch'eng-Ch'ou, 1593–1665: Public Service in a Time of Dynastic Change (Monograph and Occasional Paper Series) ISBN 978-0-924304-40-8